# 大納言

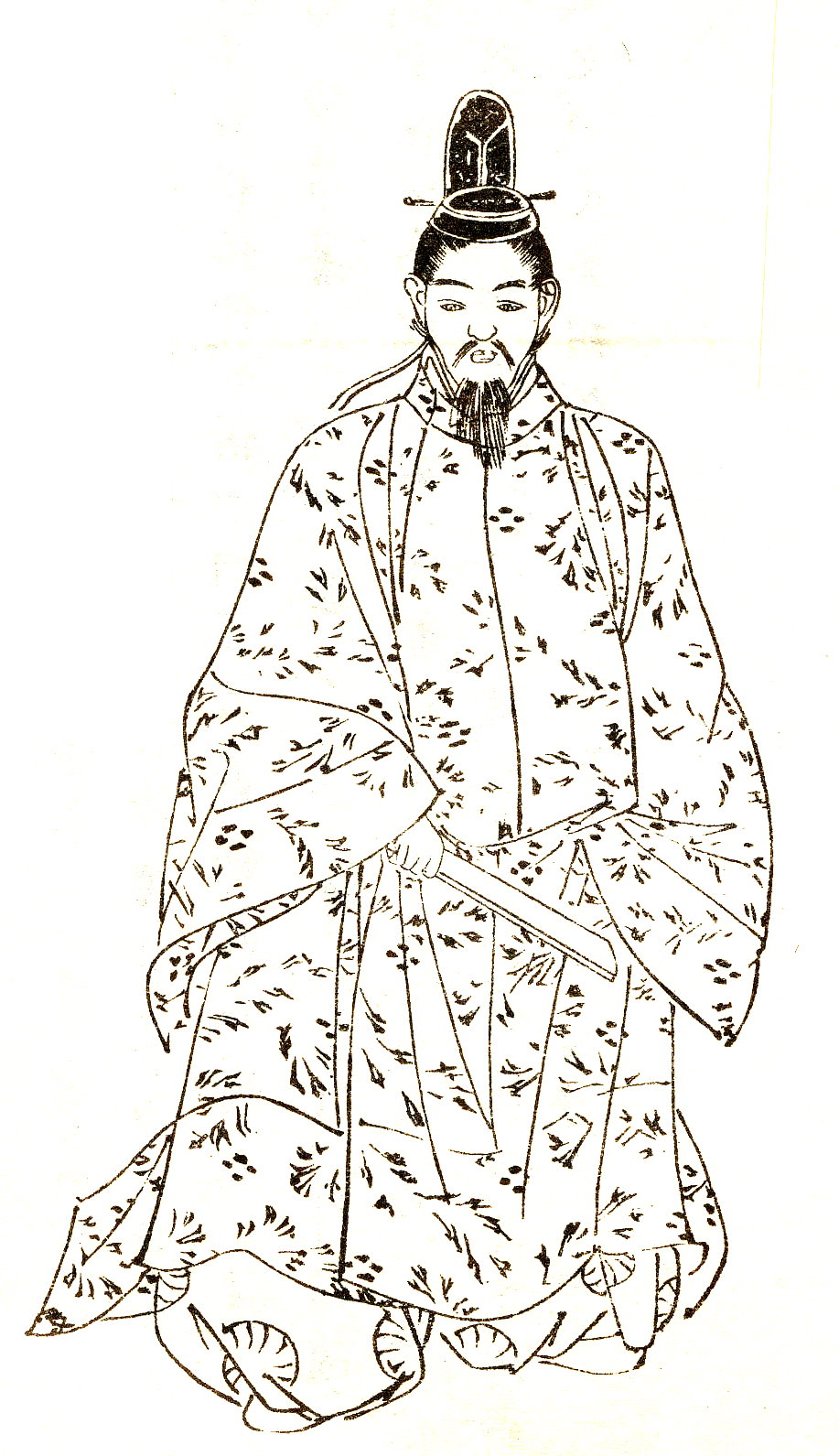
正二位權大納言藤原公任（966－1041）畫像

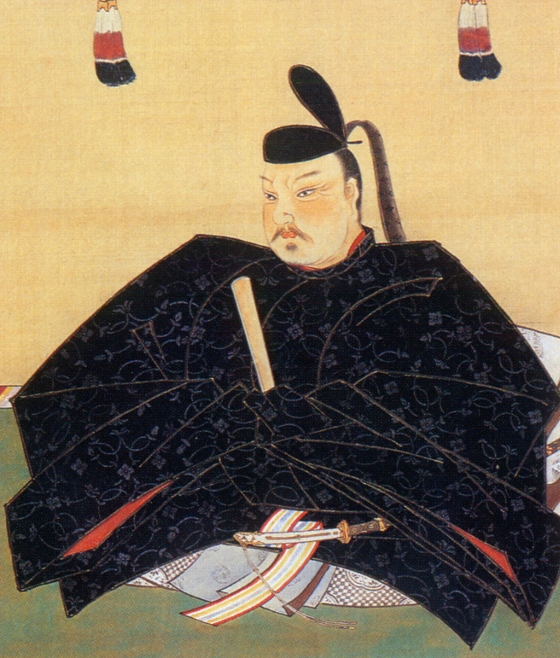
「大和大納言」從二位權大納言豐臣秀長（1540－1591）畫像

大納言（大納言，だいなごん；唐名：亞相或亞槐）是日本律令制和近代太政官制度下設立的官職，自設立以來便是位列日本朝廷的公卿，為上卿之一，在太政官中是「四等官制」下的第二等次官，並且是首席次官，也是議政官之一。
大納言的職權為負責協助大臣 (太政大臣、左大臣、右大臣、內大臣）、參議政事和宣詔政令，並擔任天皇的近侍，在大臣不在時可代行太政官的政務和禮儀等，可謂位高權重。相當於中國封建王朝時期丞相 (槐門，日本的大臣)的屬官。官位相當於三品、四品，通常敘位為正三位，即等同於隋代納言、唐代侍中一職。
大納言也設置權官，即超過原本令制中定員名額的大納言，且具有相等權力，被稱為「權大納言」。

## 古代律令制度下的大納言（701年－1867年）

### 歷代沿革
天智天皇時期設置的「御史大夫」之職，和天武天皇以後設置的「納言」之官，是大納言的前身。公元681年時，天武天皇發布飛鳥淨御原令之後，「納言」被分為大納言、中納言、少納言，至此出現「大納言」的名稱。在孝謙天皇天平寶字元年（757年）開始施行的養老令職員令之中，描述大納言的職掌是「參議庶事、敷奏、宣旨、侍從、掌管獻替」，即負責與大臣討論政事，以及政令的上傳下達。
令義解中規定，大納言職責除政令的上傳下達外，還有在大臣欠員、休暇之際代行其職，並引用中国的古典稱呼為「喉舌之官」。最初根據文武天皇大寶元年（701年）所頒布的《大寶律令》，大納言定員4名，705年 (慶雲2年)由於職務重大，相應人才不足，將員額縮減為2人，改為增設3位中納言。但是之後大納言開始設置權官，使得定員限制有名無實。
平安時代中期在藤原北家的攝關政治下，攝家、清華家子弟大量充任大納言，使大納言人數不斷增加。平安時代後期的院政時期，上皇也已近臣大量充任大納言，後白河天皇院政時期大納言人數達到10人。平安時代末期、鎌倉時代初期的後鳥羽天皇院政時期，即攝政、關白九條兼實掌權時（1186－1196），將大納言人數縮減為6人。但隨著其在源賴朝主導的政治鬥爭中落敗被罷官後，大納言人數很快又回到10人，之後人數便不再改動，並且因為此時公家家格逐漸被制定完畢，大納言一職便成為羽林家、名家、半家這三種家格的極官（最高可以擔任的官職）。
在南北朝時代（1331－1392）以後，日本便極少再任命正式的大納言官職，多改任命為權大納言。最後一位正式任命的大納言為安土桃山時代、天正五年（1577年）11月20日任命為正二位大納言的三條西實枝，後其官升至正二位內大臣。另外自戰國時代开始，大納言官職便不再是朝廷公卿的專屬了，各地的強力武家大名也開始被賜予大納言一職，如著名的「大和大納言」權大納言豐臣秀長，或是「加賀大納言」權大納言前田利家等大名。

### 實際職權
大納言作為太政官下的首席次官，位列公卿的它有著諸多的權力，可與太政官中的諸位議政官，即大臣和中納言、參議等，共同商討國事，協助處理各項政務，也是傳達溝通上下級官員話語的重要職位，并有发布重要公文書，如：太政官符的职权。
並且大納言作為國家中樞的首席次官，當大臣們不在時擁有召開朝議的權力並且代為處理政務，而中納言和參議之流則無此權力。且大納言有機會被天皇授予「內覽」之權（從三位中納言及以上的眾位公卿才有資格，即初步批閱審核要上奏天皇的奏疏），而大納言也常被任命為天皇的「侍從」。大納言作為上卿，同樣也須負責各項節日禮儀等事務。

### 服裝形制
根據《養老令·衣服令》規定，大納言身為三品以上的公卿階級，正式朝服在〈諸臣禮服條〉裡規定：「三位以上，著淺紫衣，牙笏。白袴。條帶。深縹紗褶。錦襪。烏皮霍。」

### 著名大納言
只列出最高官职为大納言者，担任大納言后晋升更高官职者，见于其他条目。

#### 奈良時代（710年－794年）
- 藤原真楯（715年－766年）：奈良時代的公卿，藤原北家之祖參議藤原房前的第三子，官至正三位大納言、式部卿，贈太政大臣。

#### 平安時代（794年－1192年）
- 藤原國經（日语：藤原国経）（828年－908年）：平安時代早期的公卿、歌人，從二位權中納言藤原長良（日语：藤原長良）的長子、藤原冬嗣長孫，出身藤原北家本流，陽成天皇的舅舅，官至正三位大納言。

- 藤原清貫（837年－930年）：平安時代早期的公卿。藤原南家（日语：藤原南家）出身，参議藤原保則（日语：藤原保則）四子，官至正三位大納言，兼民部卿。

- 橘好古（日语：橘好古）（893年－972年）：平安時代中期的公卿、漢詩人，右京大夫橘公材（日语：橘公材）的長子，出身橘氏，為橘氏長者，官至從三位大納言。

- 藤原公任（966年－1041年）：平安時代中期的公卿、歌人，關白、太政大臣藤原賴忠的長子，出身藤原北家小野宮流。寛弘六年（1009年）3月4日被授予權大納言一職，官至正二位權大納言、太皇太后（藤原遵子）宮大夫、陸奥出羽按察使。

- 源師忠（1054年－1114年）：平安時代後期的公卿，「土御門右大臣」從一位右大臣兼左近衛大将、東宮傅源師房的第四子，出身村上源氏，曾祖父為村上天皇，祖父為具平親王，而父親本為資定王，後臣籍降下，並賜予源姓，其本人官至正二位大納言，被稱之為「壬生大納言」或「澤大納言」。

- 平賴盛（1133年－1186年）：平安時代末期的武士、公卿。正四位上刑部卿平忠盛的第五子，也是從一位太政大臣，開創平氏政權的平清盛的同父異母弟，出身伊勢平氏，平家一門中地位僅次於清盛的人物，也是在壇之浦之戰後伊勢平氏中唯一倖存的一支。其本人官至正二位權大納言，因為其本人居住在池殿，因此被稱之為「池殿」或「池大納言」

#### 鎌倉時代（1192年－1333年）
- 藤原基良（日语：藤原基良）（1187年－1277年）：鎌倉時代早期的公卿，正二位大納言粟田口忠良（日语：粟田口忠良）的長子，出身藤原北家嫡流近衛家之庶流粟田口家。

#### 安土桃山時代（1568年－1603年）
- 豐臣秀長 （1540年－1591年）：武家出身，關白豐臣秀吉的異父弟 (亦有同父說法)，戰國時代後期、安土桃山時代的武士、大名。

## 近代太政官制度下的大納言（1869年－1871年）
慶應3年（1867年）12月，因王政復古，太政官制被廢除，大納言之官職也被消滅。但是之後明治新政府數次進行改組，明治2年（1869年）7月，重新組織的二官六省成立，太政官的官職、名稱恢復，大納言亦恢復（但權大納言並沒有恢復），新設的大納言由岩倉具視與德大寺實則擔任。明治4年（1871年）7月，太政官改組為三院八省，大納言之官職再度被消滅，以後該官職再也沒有設置。